# Rollettmuseum

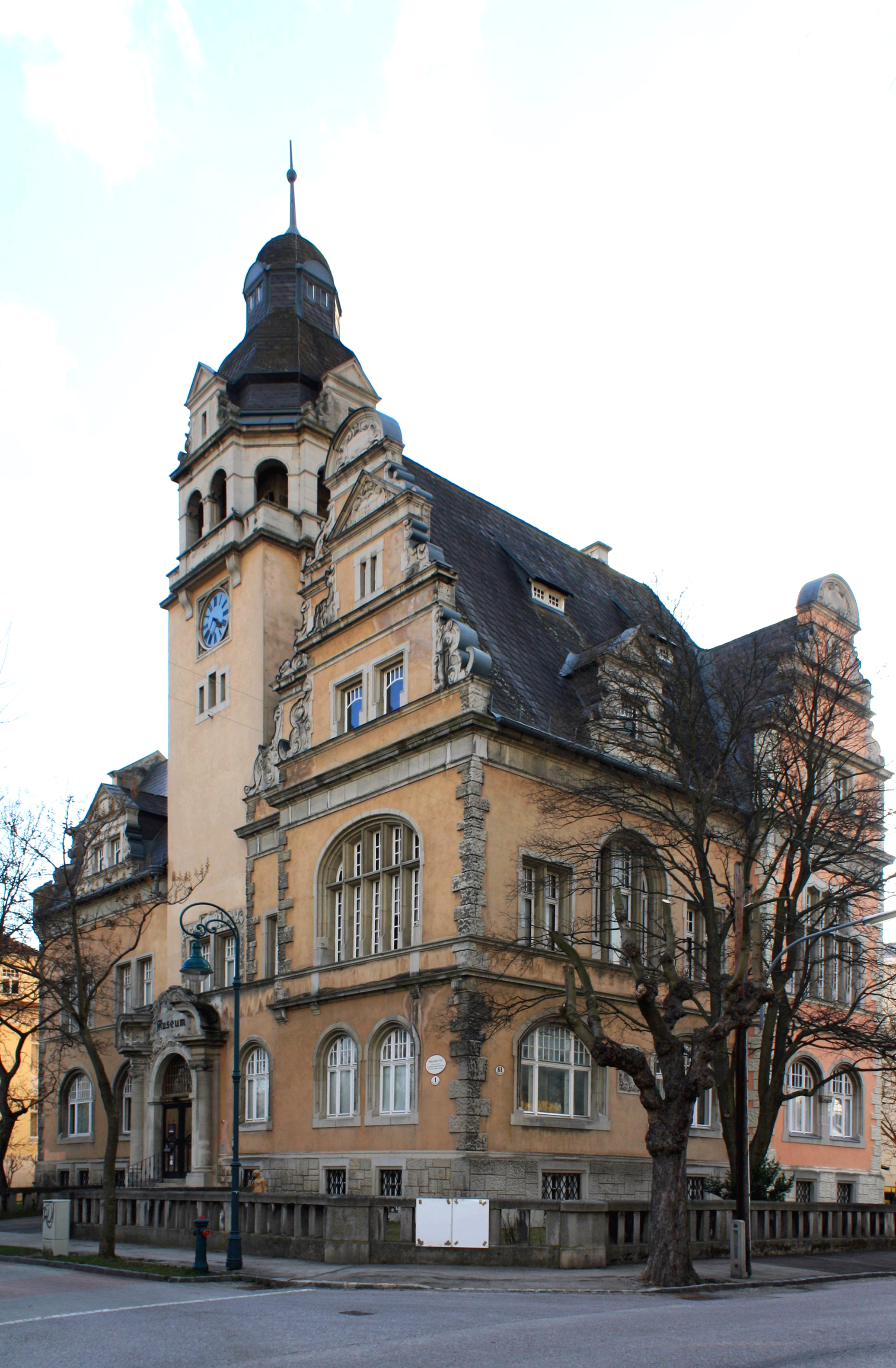
Rollettmuseum (bis 1912 Rathaus von Weikersdorf bei Baden), von der Elisabethstraße aus gesehen

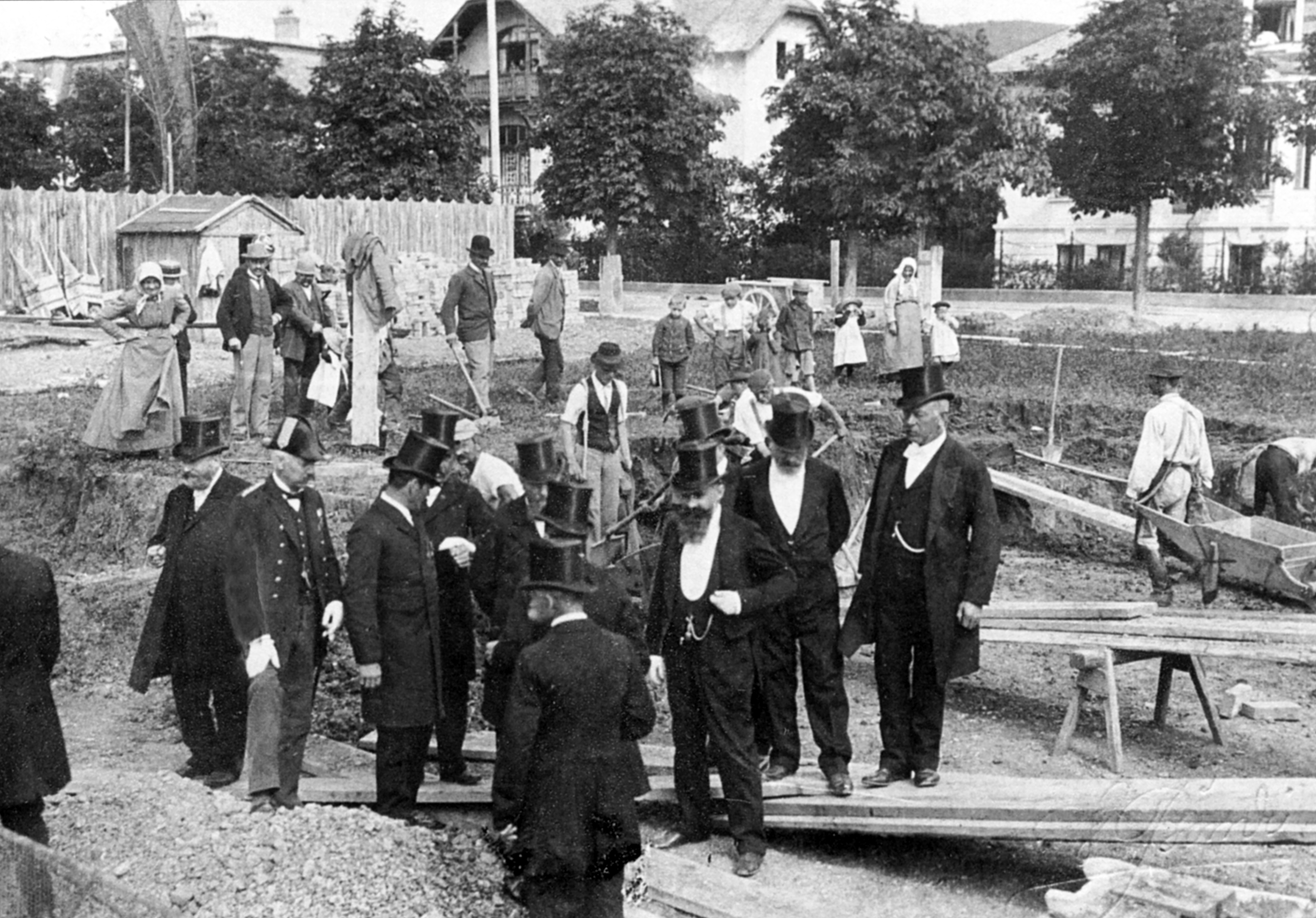
Weikersdorfer Rathaus (Amtshaus), Grundsteinlegung, 8. August 1903.

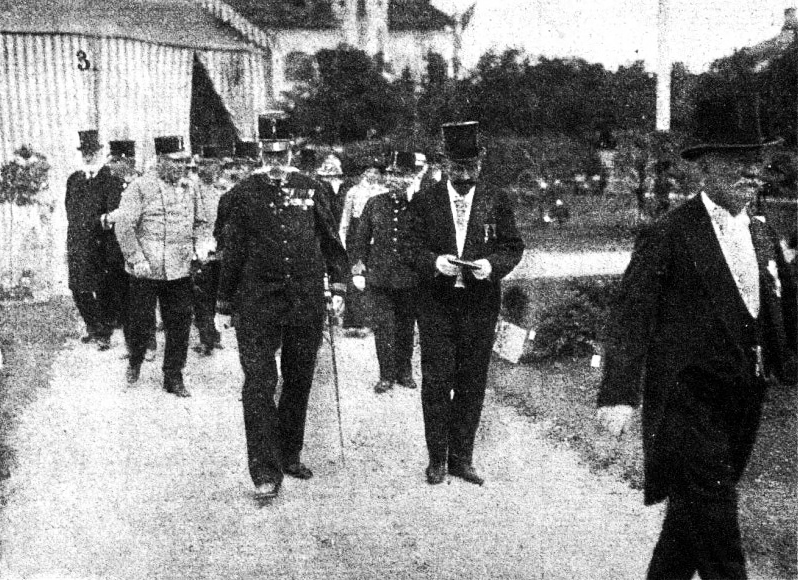
Erzherzog Rainer am 17. August 1912 bei der Eröffnung der „Ausstellung für Gewerbe, Handel, Industrie (…)“; im Bildhintergrund: Amtshaus Weikersdorf

Das Rollettmuseum ist ein Museum in Baden in Niederösterreich, das einerseits das Stadtarchiv der Stadt Baden, andererseits die Sammlung des Badner Landgerichtsarztes Anton Rollett enthält.

## Gebäudegeschichte
Das als Rollettmuseum bekannte Gebäude wurde, nach der am 8. August 1903 erfolgten Grundsteinlegung, am 6. April 1905 als Rathaus (Amtshaus) der Gemeinde Weikersdorf eröffnet. Es wurde, nach einem 51 Einreichungen jurierenden Wettbewerb, von dem Architekten Rudolf Krausz (1872–1928) in der Formensprache der deutschen Renaissance entworfen und baulich ausgeführt von Stadtbaumeister Josef Schmidt (1847–1910). Nachdem die damals unabhängige Gemeinde Weikersdorf im Jahr 1912 bei Baden eingemeindet wurde, war das Gebäude zunächst funktionslos.
Im Jahre 1912 wurde mit einer Ausstellung die Nutzung als Museum begonnen.
Während des Zweiten Weltkriegs größtenteils geschlossen, verlagerte man ab 1943 aus Sicherheitsgründen wichtige Bestände nach Kaumberg, wo sie allerdings erst recht in einem Kampfgebiet landeten und starke Verluste oder Beschädigungen erlitten. Nach 1945 war das Haus mit den umliegenden Villen Teil eines von Planken abgegrenzten Bezirks der sowjetischen Besatzungsmacht.
1956 gab es eine erste Instandsetzung des völlig devastierten Gebäudes, am 25. August 1957 wurden die Städtischen Sammlungen-Archiv/Rollett-Museum der Stadtgemeinde Baden wieder eröffnet.
Von 1974 bis 1991 wurden zugunsten des Rollettmuseums Gemeindeinvestitionen von ca. 15 Millionen Schilling (1,1 Millionen Euro) umgesetzt. Mitte der 1990er-Jahre wurde das Haus während einer Schließzeit durch die Stadt Baden renoviert sowie modernisiert und ab 12. Mai 1995 der reguläre Publikumsbetrieb wieder eingeführt.

## Museumsgeschichte
Am 17. August 1912 wurde von Erzherzog Rainer (1827–1913) die unter dessen Protektorat stehende „Ausstellung für Gewerbe, Handel, Industrie, Volksernährung und Weinbau des Viertels unterm Wienerwald“ eröffnet. Die Präsentationsfläche bestand aus dem prachtvoll ausgestalteten Weikersdorfer Park (ehemals: Hohenzollernplatz) sowie den Räumlichkeiten des nächstgelegenen ehemaligen Weikersdorfer Rathauses, in welchem Kollektivausstellungen der einzelnen Genossenschaften (Schneider, Schuhmacher, historische Erinnerungen der Innungen des städtischen Archivs) untergebracht waren.
Noch 1912 wurde die Nutzung des Hauses als Museum vorbereitet. Am 28. Juni 1914 wurde unter anderem in Anwesenheit von Vertretern aller Wiener und niederösterreichischen Museumsstellen der Bau als Städtisches Rollett Museum eröffnet – und selben Tages, in Erwartung des Wiedereintritts geordneter Verhältnisse, für zwölf Jahre wieder geschlossen. Erst ab 25. Mai 1926 war das Museum erneut der Öffentlichkeit zugänglich.
Der Grundstock der Exposition geht auf den Badener Wund- und Landgerichtsarzt, Naturforscher und Schriftsteller Anton Rollett (1778–1842) zurück, der seine reichhaltige Privatsammlung zoologisch-botanischen und ethnographisch-kunsthistorischen Inhalts seit 1810 öffentlich zugänglich machte. Nach seinem Tod kamen die Exponate in den Besitz seiner Familie. Noch zu Lebzeiten Rolletts wurden dem Fundus auch Teile der von Johann Ferdinand Ritter von Schönfeld angelegten, hauptsächlich aus Gemälden bestehenden Sammlung hinzugefügt.

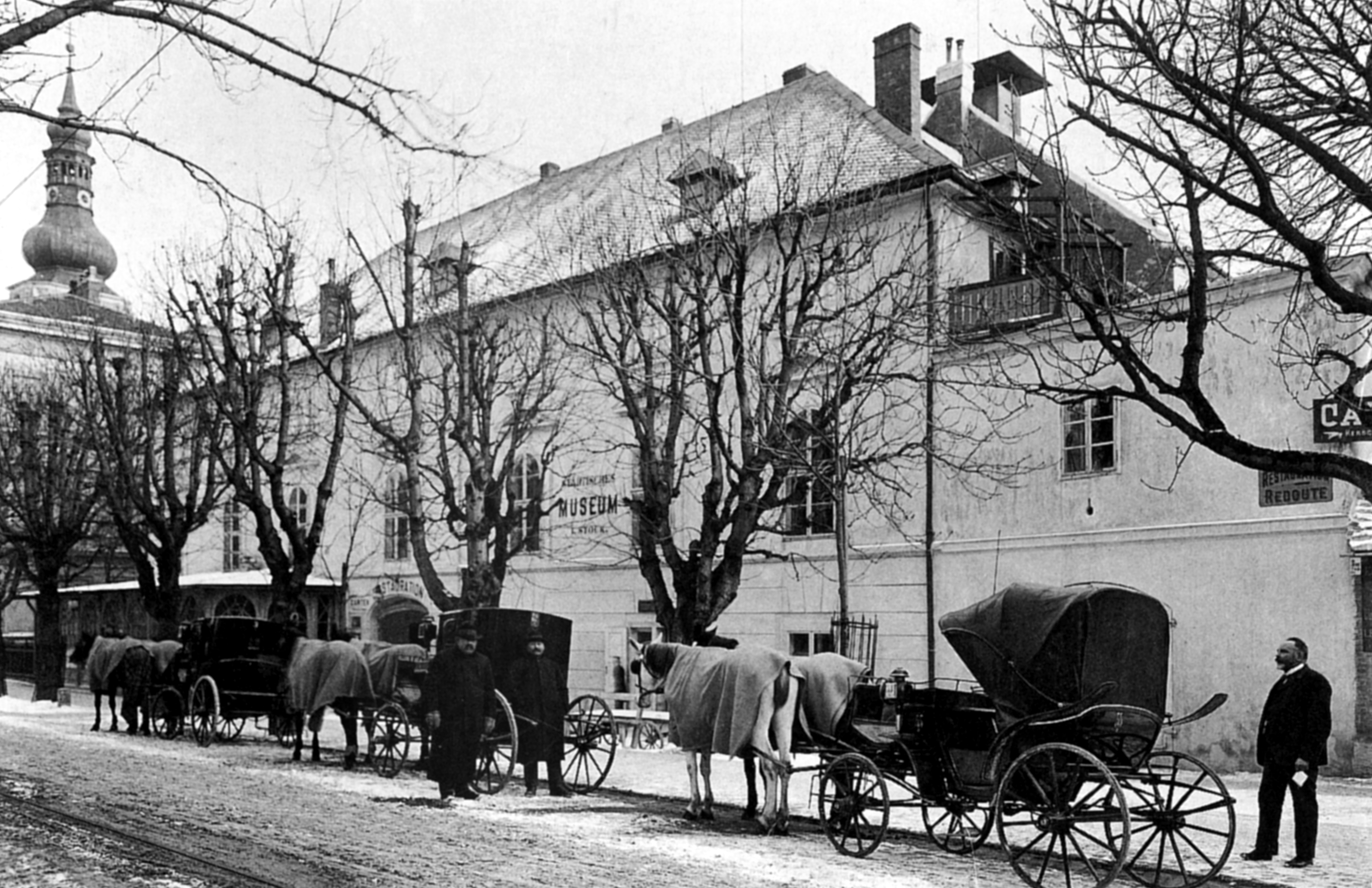
Redoutengebäude (heute: Theaterplatz 7) um 1900.

Im Jahr 1867 schenkten die Witwe Josefa Rollett sowie die Söhne Badearzt Dr. Karl und Dr. Hermann Rollett (er sollte von 1876 bis zu seinem Tod, 1904, selbst als Kustos und Stadtarchivar am Museum wirken) große Teile der Sammlung der Stadtgemeinde zur Einrichtung eines Museums für Unterrichts- und öffentliche Zwecke, verbunden mit der Auflage, dass ein jeweiliges Museum für immerwährende Zeiten den Namen Rollett-Museum tragen müsse. In der Folge wechselte die Sammlung einige Male den Aufstellungsort. Aus der heute nicht mehr existierenden Rollett-Villa (Marchetstraße 37) übersiedelte die Sammlung 1869 in das ehemalige Augustinerkloster (Frauengasse) und 1885 in das nicht mehr benutzte Redoutengebäude am Platz des heutigen Stadttheaters. Bei Abbruch jenes Gebäudes, 1908, wanderte das Museum in das ehemalige Armenhaus der Boldrinistiftung (Ecke Antonsgasse/Boldrinigasse), bis es zwischen 1912 und 1914 den heutigen Aufstellungsort fand. Mit ihm wurde das 1875 von Dr. Hermann Rollett über Auftrag des Gemeindeausschusses zum Ordnen übernommene und 1876 eingerichtete Archiv aus dem Rathaus zusammengefügt.

## Ausstellungsstücke

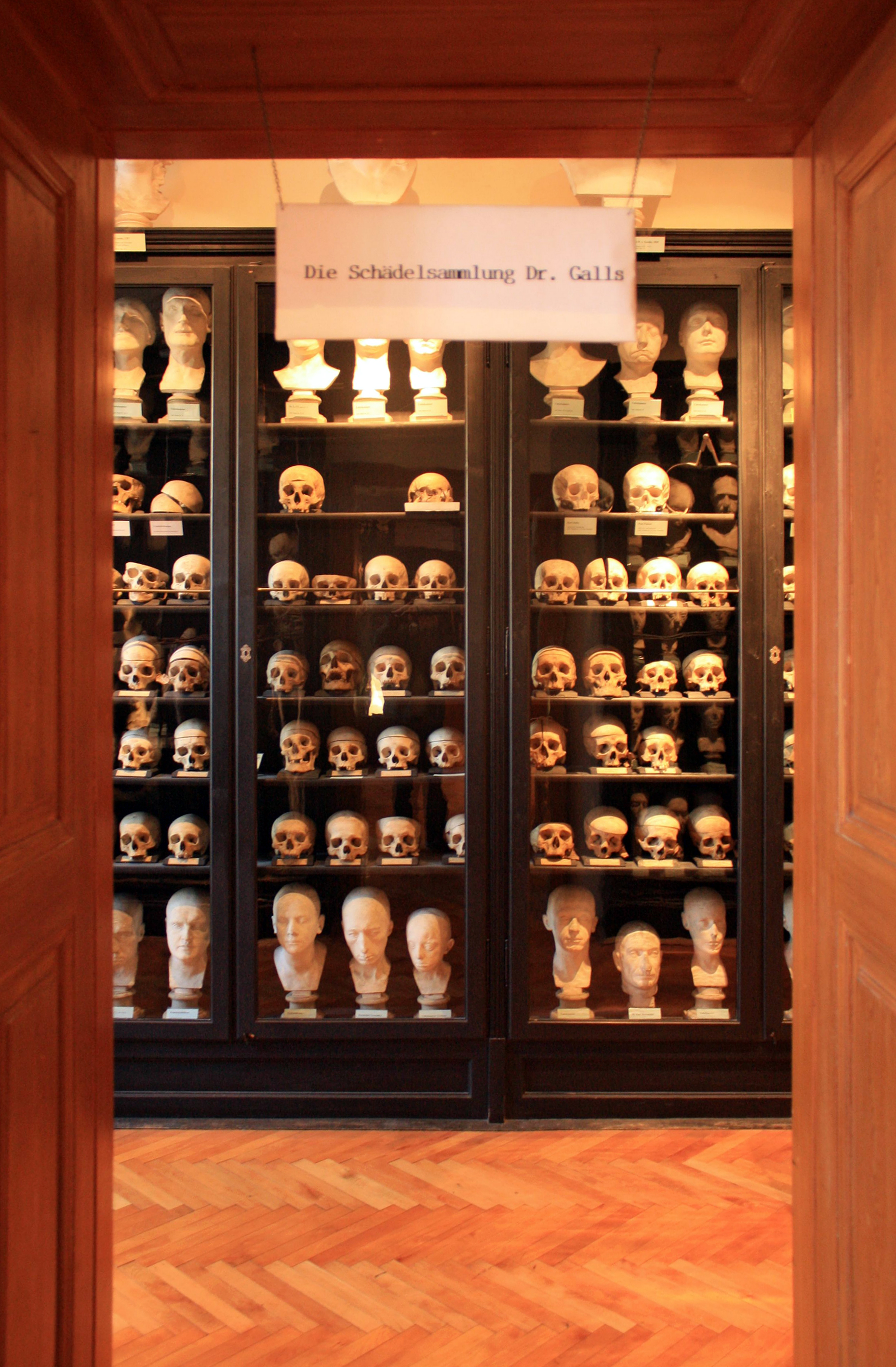
Blick in die Schädelsammlung von Dr. Gall

Das Rollettmuseum umfasst heute Exponate zur Stadtgeschichte, zur Ur- und Frühgeschichte, zur Geologie, Mineralogie, Botanik und Zoologie. Einschlägige Berühmtheit besitzt die Gall’sche Schädelsammlung, die 1825 von Franz Joseph Gall, der 1820 von Wien nach Paris übersiedelt war, dem ihm bekannten Anton Rollett, einem Anhänger der Gall’schen Lehre, für dessen Museum überlassen wurde.
Insgesamt besteht die Sammlung dadurch aus 119 Büsten, 78 Schädeln, 20 Wachsmodellen und 25 Masken, darunter eine Totenmaske und die einzige sicher echte Lebendmaske Napoleons I. sowie Totenmasken seines Sohnes, des Herzogs von Reichstadt. Auch einen Gipsabdruck der Schädeldecke Ferdinand Raimunds, der 1836 in Pottenstein Selbstmord verübte, findet man in der Sammlung. Er geht zurück auf den Museumsgründer Anton Rollett, der als zuständiger Kreisarzt den tödlich verletzten Raimund in seinen letzten Lebenstagen betreute. Auch eine Büstensammlung von acht Afrikanern steht im Museum, wovon nur die Büste von Angelo Soliman eindeutig zuzuordnen ist.
Zusätzlich zur Sammlung Rolletts beherbergt das Museum verschiedene Nachlässe anderer Badener Persönlichkeiten, aber auch urgeschichtliche Ausgrabungen aus der Badener Kultur oder verschiedene Gegenstände die den bodenständigen Weinbau oder die Thermen betreffen.
Teile der Sammlung waren 2002 in der Antikenausstellung im Papyrusmuseum der Nationalbibliothek in Wien zu sehen.

## Leitung
- 1994–2016 Rudolf Maurer
- seit 2016 Ulrike Scholda